# Hasenhof (Waldshut-Tiengen)

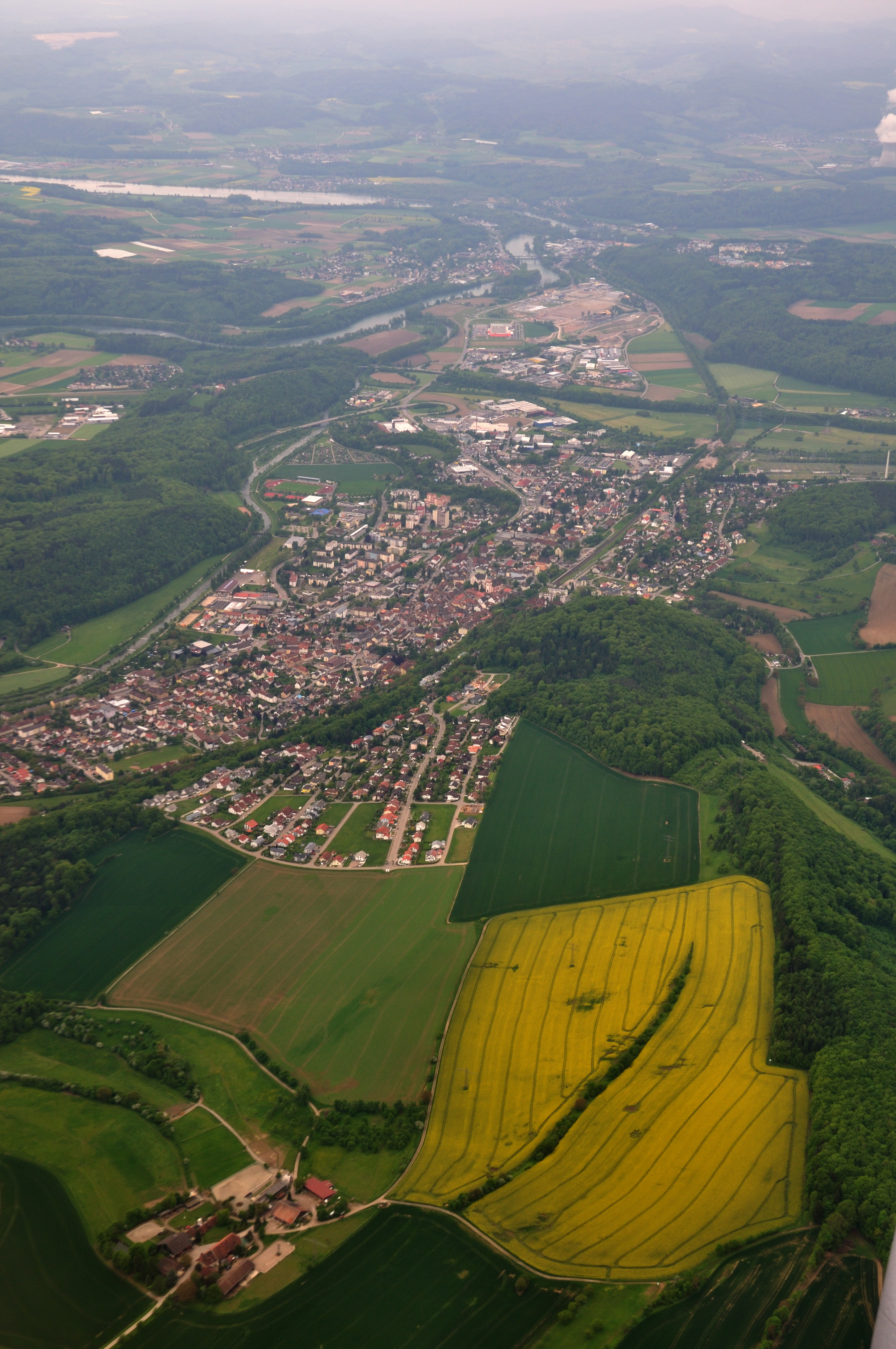
Luftaufnahme über dem Hasenhof (im Vordergrund) mit Blick über die Stadt Tiengen und den Vitibuck

Der Hasenhof ist ein landwirtschaftliches Hofgut im Kreis Waldshut zwischen Tiengen und Breitenfeld.

## Geschichte
Am südlichen Abhang des Hohen Brand (516 m NN), der hier in den Vitibuck ausläuft, befindet sich der Hasenhof, er wird 1483 als Hasenstuckis Hof bei Breitenfeld genannt. Vermutlich aus dem Besitz der Herren von Krenkingen kam der Hof an den Bischof von Konstanz, der ihn als Lehen an seine Vögte vergab, unter ihnen Hans Tromer aus Kaiserstuhl, von dessen Erben ihn die Stadt Tiengen 1461 zusammen mit der Ziegelhütte in Tiengen und dem Reutehof für 150 rheinische Gulden erkaufte. Im 16. Jahrhundert war der Hof im Besitz der Grafen von Sulz, die ihn an die Niesser aus Unterlauchringen verliehen. Als deren Nachfolger werden die Grießer genannt. Der Hasenhofbauer war zur Haltung eines herrschaftlichen Jagdhundes verpflichtet. Im Bauernkrieg und im Dreißigjährigen Krieg wurde der Hof geplündert.
Von 1844 bis 1900 war er im Besitz der Fürstenberger.
Am 31. August 1947 brannte er ab. Es verbrannten erhebliche Erntevorräte und 57 Stück Vieh, dazu 8 Pferde und zwei Jungochsen, neben den Stallungen auch der gesamte Fuhrpark und die Maschinen. Für die damalige Pächterfamilie war es ein schwerer Schlag. Die Brandursache konnte nicht geklärt werden.
1901 bis 1902 gehörte er der Gemeinde Breitenfeld, seit 1949 gehört er zu der Spitalfondverwaltung Waldshut. Der Hof ist heute Pferdepension, die Ackerflächen sind verpachtet. Zum Hof gehörte einst auch das Hasenholz, ein Waldstück, heute Flurname.

## Besitzer, Verwalter bzw. Pächterfamilien
- Krenkinger, Bischöfe von Konstanz
- 1461 Stadt Tiengen, die jeweils einen Maier einsetzte
- 1506 Graf Rudolf von Sulz
- 1521 Hans Steineck
- 1533 Melchior Niesser, Herrschaftlicher Hasenmaier
- 1620 Jakob Niesser, Hasenhofmeier, er erhielt von den Grafen von Sulz den Zehnten zu Unterlauchringen verliehen, seine Bürgen waren: Antoni Rüeger, Hans Weicher, Beat Hartmann und Friedrich Boller aus Oberlauchringen
- 1659 bis 1796 Familie Grießer
- 1844–1900 Fürstenbergisch
- 1902–1909 Hermann Fritz
- 1909–1912 Christian Lohrer
- 1912–1914 Franz Keller
- 1914–1919 Junker Rudolf Parsius
- 1919–1926 Erich von Kirchbach und seine Frau Beate geb. von Brentzen, ein Sohn verstarb als Kind und wurde in der eigens angelegten Ruhestätte Hasenhof bestattet.
- 1926–1949 Walter Rust, verpachtet von 1928 bis 1931 an Landwirt Osiander, dann zehn Jahre an Eugen Rudolph und von 1942 bis 1948 an Familie Heinrich Fehr
- 1949 Krankenhaus Waldshut
- 1948 bis 1956 Verwalter Hans Duttlinger
- 1956 bis 1972 Verwalter Leo Martin
- 1972 bis 2008 Verwalter Familie Landes
- seit 2008 Familie Zeitz